# Ernst Falk
Ernst Falk (* 29. April 1914 in Unterickelsheim; † 15. April 1994 ebenda) war ein deutscher Politiker (FDP).

## Leben und Beruf
Falk, der evangelischen Glaubens war, war nach dem Besuch der Volksschule und der Fortbildungsschule zunächst im elterlichen landwirtschaftlichen Betrieb tätig. Von 1939 bis 1945 nahm er am Zweiten Weltkrieg teil. Am 4. April 1945 geriet er in Kriegsgefangenschaft, aus der er im Herbst des Jahres entlassen wurde. Nach der Rückkehr nach Unterickelsheim arbeitete er wieder im Betrieb seiner Eltern.

## Politik
Falk amtierte von 1948 bis 1964 als Bürgermeister von Martinsheim. Von 1950 bis 1962 und vom 14. Oktober 1965, als er für Albrecht Haas nachrückte, bis zum 10. November 1965, als er bereits wieder auf sein Mandat verzichtete, gehörte er dem Bayerischen Landtag an. Am 28. Juni 1953 reagierte er auf den „Ochsenfurter Zwischenfall“, bei dem sich wenige Stunden zuvor der römisch-katholische Würzburger Bischof Julius Döpfner geweigert hatte, bei der Weihe der örtlichen Zuckerfabrik auch eine anschließende evangelische Weihehandlung zuzulassen, mit einer scharfen Rede vor den gut 8000 Festgästen, in der er nicht nur konfessionelle Gleichberechtigung forderte, sondern auch wörtlich die Frage stellte: „Ist es denn schon wieder so weit, daß wir evangelische Christen Menschen zweiter Klasse sind?“ Diese Protestrede führte zu tumultartigen Szenen in der unterfränkischen Kleinstadt Ochsenfurt.

## Ehrungen
- 1980: Verdienstkreuz am Bande der Bundesrepublik Deutschland